# Marcin Czarny
Marcin Czarny (auch Swacz, Schwarvz, Niger; † 1509 in Krakau) war ein Maler der Gotik aus Krakau.

## Leben
Marcin Czarny war ein Sohn des Krakauer Bürgers Stanislaus und erhielt 1477 selbst die Bürgerrechte der Stadt. Von 1483 bis 1507 wurde er zwölfmal zum Vorsitzenden der Malergilde gewählt. Nach seinem Tod übernahm sein Sohn Nicolaus dessen Malerwerkstatt, die er bis 1516 weiterführte. Zu seinen weiteren Schülern zählten Stanisław Łapczycki, Bernard z Mogilnicy und Jakub z Jędrzejowa. Seine Tochter heiratete den Bildhauer und Holzschnitzer Stanislaus Stoß, einen Sohn von Veit Stoß.

## Schaffen
Gut dokumentiert sind fünf Auftragsarbeiten von Marcin Czarny. Von seinen Werken sind erhalten:
- Triptychon von Bodzentyn
- Kreuzigung von Uniejów